# Bothriembryon
Bothriembryon é um género de gastrópode  da família Orthalicidae.
Este género contém as seguintes espécies:
- Bothriembryon angasianus
- Bothriembryon balteolus
- Bothriembryon barretti
- Bothriembryon bradshaweri
- Bothriembryon brazieri
- Bothriembryon bulla
- Bothriembryon costulata
- Bothriembryon dux
- Bothriembryon esperantia
- Bothriembryon fuscus
- Bothriembryon glauerti
- Bothriembryon gratwicki
- Bothriembryon indutus
- Bothriembryon irvineanus
- Bothriembryon kendricki
- Bothriembryon kingii
- Bothriembryon leeuwinensis
- Bothriembryon mastersi
- Bothriembryon melo
- Bothriembryon naturalistarum
- Bothriembryon onslowi
- Bothriembryon perditus
- Bothriembryon perobesus
- Bothriembryon praecelcus
- Bothriembryon revectus
- Bothriembryon rhodostomus
- Bothriembryon richeanus
- Bothriembryon sayi
- Bothriembryon sedgwicki
- Bothriembryon spenceri
- Bothriembryon tasmanicus
- Bothriembryon whitleyi